# Karolów (gmina Chotcza)
Karolów – wieś sołecka w Polsce położona w województwie mazowieckim, w powiecie lipskim, w gminie Chotcza.
| SIMC    | Nazwa    | Rodzaj  |
| ------- | -------- | ------- |
| 0616244 | Browarka | kolonia |

W latach 1975–1998 miejscowość należała administracyjnie do województwa radomskiego.
Wierni Kościoła rzymskokatolickiego należą do parafii św. Tekli w Tymienicy.